# Sennyey István (tábornok)
Kissennyei báró Sennyey István (17. század közepe – kb. 1725) kuruc tábornok és szenátor, főkancellár.

## Családja
Római katolikus főúri család sarja, báró Sennyey Ferenc (kb. 1630–1675) kállói kapitány és gróf Széchy Mária (†1693. április 26. után) legidősebb fia. Fivérei közül Sennyey Ferenc brigadéros, Pongrác pedig ezredes lett a kuruc hadseregben. Károlyi Sándorral is rokonságban állt: anyai ágon unokatestvérek voltak.
Első felesége villei Pribék Éva, Pribék Ádám és nagytárkányi Tárkányi Borbála leánya, Keczer Miklós özvegye volt, aki által tekintélyes bodrogközi birtokokhoz jutott. Másodszor szentkirályi báró Andrássy Klárát (†1728), Andrássy Miklós és czifferi Kerekes Erzsébet leányát, Andrássy György, István és Pál kuruc tábornokok féltestvérét, báró Barkóczy László özvegyét vezette oltár elé. 

## Élete
Tanulmányait feltehetően a bécsi jezsuitáknál végezte. Részt vett a török elleni harcokban. 1687-ben aranysarkantyús vitéz lett.
A Rákóczi-szabadságharc kitörésekor a kurucok elől tárkányi vagy battyáni várkastélyába zárkózott, majd 1703. augusztus közepén az első főnemesek egyikeként csatlakozott II. Rákóczi Ferenc fejedelemhez, aki augusztus 29-én ezredessé, egy hónappal később pedig tiszántúli vezénylő generálissá nevezte ki. 1704. február 14-én a Szatmár várából kitörő császári őrség szétszórta csapatait, ezért vizsgálati fogságba került, de felmentették. A szécsényi országgyűlésen szenátorrá, valamint a szenátus és a konföderáció kancellárjává választották. 1706 tavaszán ezredét átadta öccsének és addigi alezredesének, Sennyey Ferencnek.
1708 nyarán Szabolcs vármegye főispáni adminisztrátora, a sárospataki országgyűlésen pedig az Országos Hadbiztosság számadásait felülvizsgáló bizottság elnöke lett. 1711. márciustól munkácsi főkapitány, ekkor már altábornagy. Csak két hónappal a szatmári békekötés után, június 24-én kapitulált a császáriak előtt.
Élete végén a köszvény 16 évig ágyhoz kötötte, s felesége gondos ápolására szorult. 1724-ben végrendelkezett, majd néhány éven belül meghalt. A leleszi templom sírboltjában temették el.